# Алексеева, Александра Владимировна
Александра Владимировна Алексеева (в девичестве Коншина; 1852, Москва, Российская империя — 1903, там же) — русская предпринимательница и меценатка, супруга российского предпринимателя, городского головы Москвы и известного мецената Николая Александровича Алексеева. В истории первопрестольной известна, как одна из самых щедрых благотворительниц Москвы.

## Биография
Александра Владимировна Коншина родилась в 1852 году в Москве в семье коммерции советника и директора товарищества Новой Костромской льняной мануфактуры Владимира Дмитриевича Коншина и Елизаветы Михайловны, урождённой Третьяковой. По линии матери она приходилась племянницей Павлу Михайловичу Третьякову — основателю знаменитой картинной галереи. Вышла замуж за представителя московской купеческой династии и будущего градоначальника, Николая Александровича Алексеева, от которого родила троих дочерей.
Вместе с супругом, известным меценатом, занималась активной благотворительной деятельностью. Ею было приобретено имение Зимина с домом и переоборудовано в больницу с приемным покоем со всем необходимым оборудованием. По её инициативе была открыта Преображенская психиатрическая больница. Смертельно раненый душевнобольным человеком в 1893 году, Николай Александрович Алексеев просил супругу дать деньги на завершение строительства больницы на Канатчиковой даче за Серпуховской заставой, ныне Московская психиатрическая больница № 1, носящее его имя.
Так как сыновей у супругов Алексеевых не было, то по завещанию всё состояние мужа отошло жене: дом и торговые помещения стоимостью 460 000 рублей, а также денежный капитал в размере 1 195 000 рублей. Александра Владимировна Алексеева стала директором правления товарищества «В. Алексеев», основанного дедом покойного супруга. Овдовев, она увеличила масштабы благотворительной деятельности, попечительствовала Рогожскому женскому начальному училищу и 1-му городскому бесплатному родильному приюту, была членом-благотворителем Дамского попечительства о тюрьмах комитета. В память о муже сделала одно из самых крупных пожертвований за всю историю Москвы, передав городу 300 000 рублей на строительство корпуса в Алексеевской психиатрической больнице, 15 000 руб. на устройство лечебных мастерских в этой больнице, а также 3000 — на другие нужды. 50 000 рублей она выделила Московскому купеческому обществу на пособия бедным купеческим вдовам. Ею был открыт приют на 68 девочек-сирот при Пресненском попечительстве о бедных. Всего вместе с мужем Алексеева израсходовала более 2 млн руб. на благотворительные цели.
Александра Владимировна Алексеева умерла в 1903 году в Москве, завещав городу почти полтора миллиона рублей, и была похоронена в Новоспасском монастыре, рядом с мужем. Во время советской власти кладбище, на котором покоились тела супругов, было уничтожено.

## Память
Именем А. В. Алексеевой был назван один из корпусов Преображенской психиатрической больницы на Потешной улице, перестроенный для нужд лечебницы в 1912—1913 годах архитектором И. П. Машковым благодаря пожертвованиям Алексеевых.